# Кантарджиев, Тодор
Тодор Кантарджиев (10 февраля 1861 — 25 января 1945) — болгарский военный деятель, генерал-лейтенант.

## Биография
Родился в 1863 году, в Самокове.
В 1884 году получил военное образование, участвовал в сербско-болгарской войне 1885 года.
Во время Первой Балканской войны командовал пехотной бригадой, отличился в битве при Чаталдже. 
Во время Второй Балканской войны, участвовал в боях в районе Струмицы. В 1914 году присвоено звание генерал-майор.
С вступлением Болгарии в Первую мировую войну Кантарджиев назначен начальником тыловой службы 3-й армии. В августе 1916 года назначен командующим дивизией на румынском фронте. Особо отличился в битве при Добриче и при форсировании Дуная. После капитуляции Румынии, дивизия Катанрджиева перебрасывается на Салоникский фронт, где и закончил войну.
Сын генерала Кантарджиева — профессор Асен Кантарджиев — основатель и лидер ультранационалистической организации Союз ратников за прогресс Болгарии.

## Награды
- Орден «За храбрость» III и IV степени
- Орден «Святой Александр» III и IV степени
- Орден «За военные заслуги»
- Орден «За Военные Заслуги» (Османская империя) 11.05.1917

## Интересные факты
Село Генерал-Кантарджиево на северо-востоке Болгарии названо в честь Тодора Кантарджиева.